# 黄岐山烈士墓群
黄岐山烈士墓群，位于中国广东省揭阳市黄岐山，为揭阳市的一个市、县级文物保护单位，类型为近现代重要史迹及代表性建筑，公布时间为1996年。
黄岐山烈士墓群的历史年代为现代。